# Scheinbushaltestelle

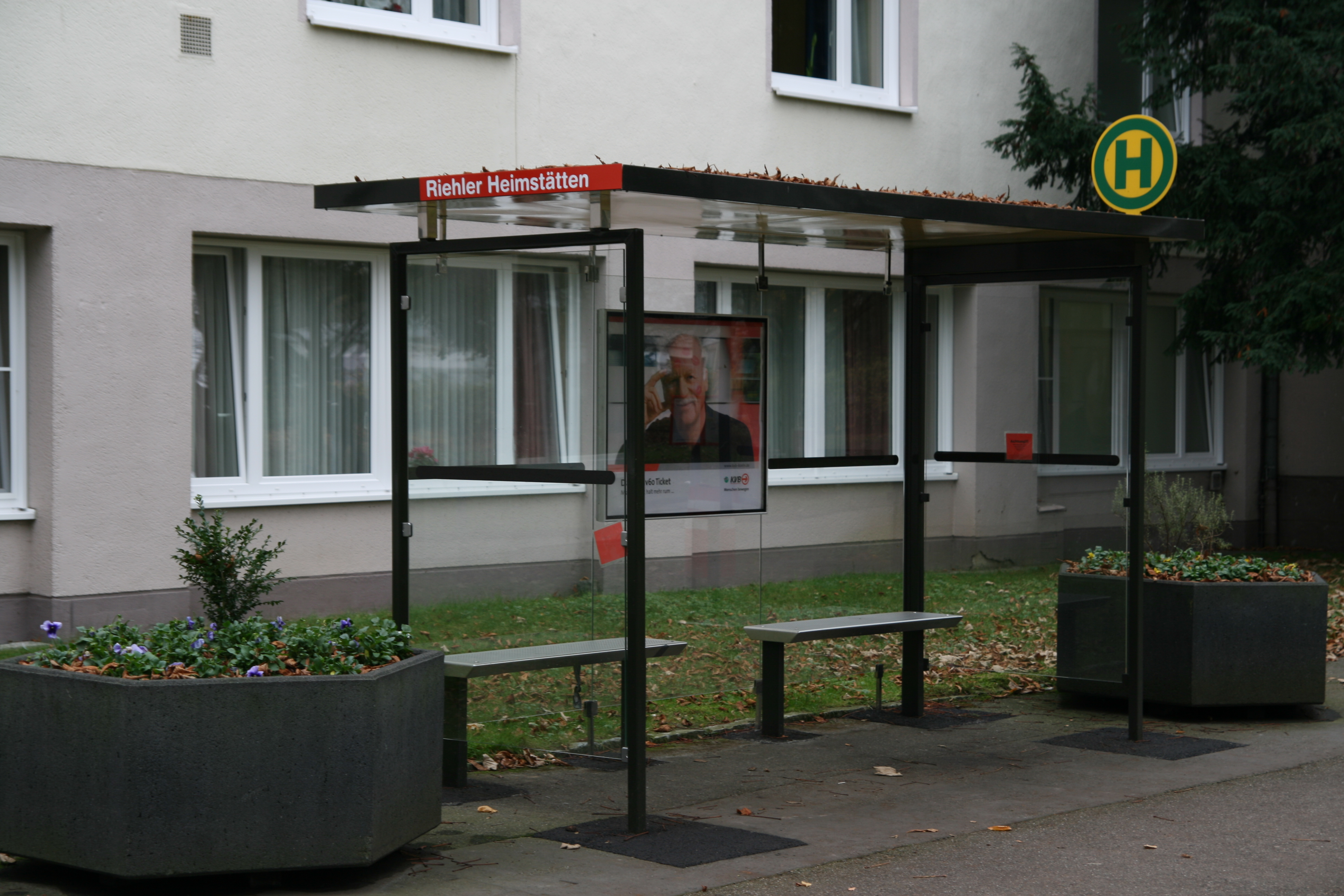
Scheinhaltestelle Riehler Heimstätten, Köln

Eine Scheinbushaltestelle (auch Pseudohaltestelle oder Phantomhaltestelle) ist eine Nachbildung einer normalen Haltestelle, die in der Krankenpflege zum Einsatz kommt. Sie ist in der Regel mit einem Haltestellenschild und einem ausgehängten Fahrplan ausgestattet. Der Fahrplan ist fiktiv und es hält auch nie ein Omnibus an dieser Attrappe. Manche Scheinbushaltestellen sind mit Sitzbänken versehen.

## Zweck
Die Scheinbushaltestellen werden in der Pflege von Demenzerkrankten eingesetzt. Menschen, die an der Demenz erkrankt sind, haben oft Störungen des Kurzzeitgedächtnisses und leben mit fortschreitender Erkrankung häufig mehr und mehr in der Vergangenheit. Sie wollen in die alte vertraute Umgebung zurückkehren oder alten Ritualen folgen. Deswegen sind sie unruhig und suchen eine Haltestelle auf, um auf den nächsten Bus zu warten, im festen Glauben, dass er sie von diesem Ort weg nach Hause bringt.
Es heißt, dem Heimbewohner reiche eine kurze Verweildauer an der Haltestelle, bis er den Grund für seine Reiseabsicht vergessen habe. Er kehre dann zurück ins Heim und habe manchmal den festen Glauben, woanders gewesen zu sein. Dadurch soll die Haltestelle die Gefahr verringern, dass Heimbewohner sich außerhalb des Heimes verlaufen und von den Pflegekräften gesucht werden müssen. Wissenschaftliche Untersuchungen zur Wirksamkeit von Scheinbushaltestellen existieren nicht.

## Einsätze

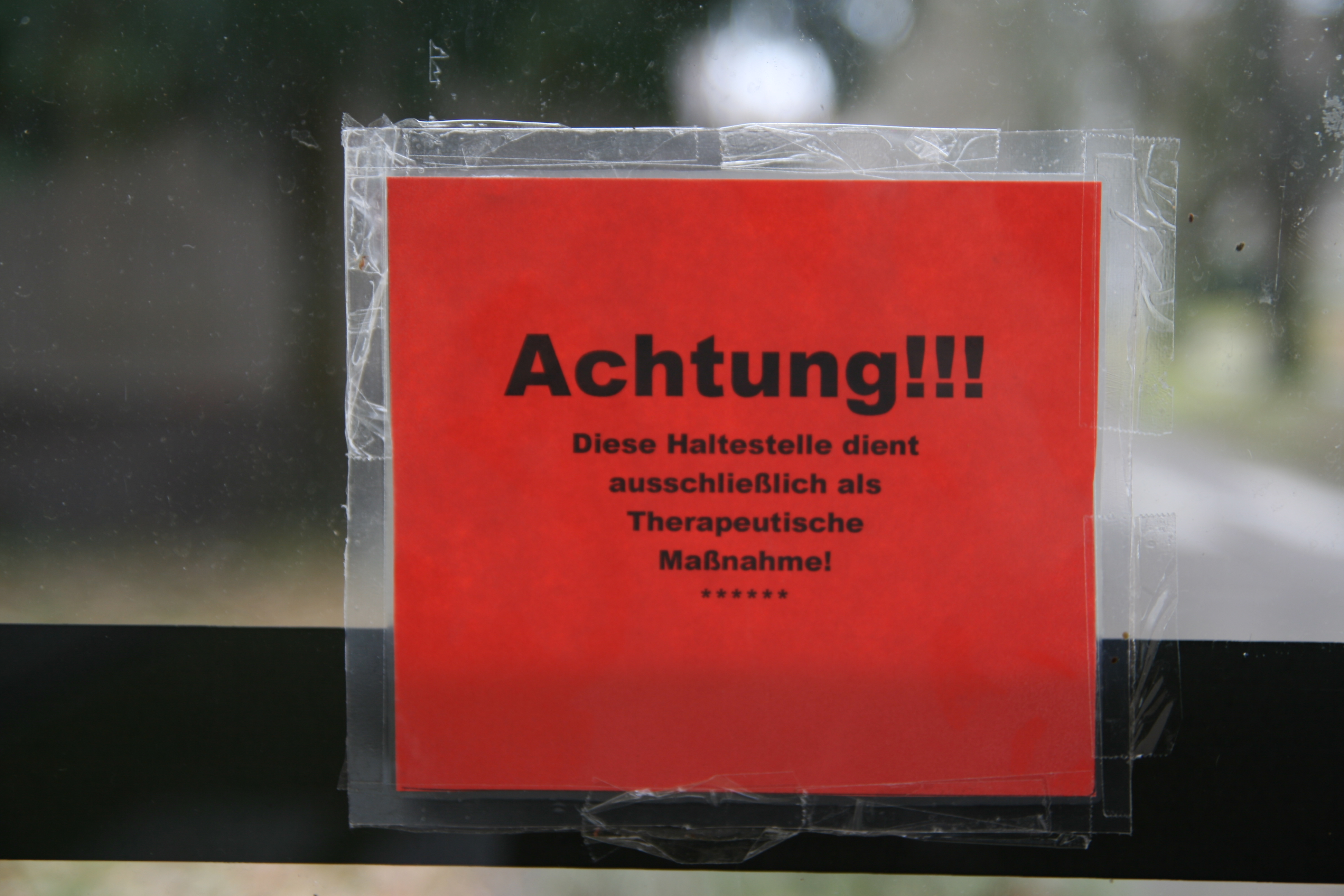
Hinweis an einer Scheinbushaltestelle

Die Idee zu der Scheinbushaltestelle hatten Mitarbeiter des Landhauses Laspert in Remscheid 2006. Der Gedanke wurde in mehreren Städten übernommen, so beispielsweise in Schwerin, Rostock-Evershagen, Düsseldorf-Benrath, Fürth, Wuppertal-Wichlinghausen, Hamburg-Eidelstedt, Dortmund, München, Bonn und Köln. Die Haltestellen wurden vor dem Haus, im Hof oder – wie beispielsweise in der St.-Mauritius-Therapieklinik in Meerbusch – im Flur der Einrichtungen aufgestellt.

## Kritik
Das Konzept des Einsatzes von Scheinbushaltestellen in der Betreuung von Menschen mit Demenz ist in der Fachwelt umstritten. So stellt ein Kommentar in der Grundsatzstellungnahme Pflege und Betreuung von Menschen mit Demenz in stationären Einrichtungen des Medizinischen Dienstes des Spitzenverbandes Bund der Krankenkassen fest: „Wenn der Bus nicht kommt, werden Fragen laut wie «wann kommt der Bus endlich». Der Kranke wird eher nervös als ruhig“. Der Mensch mit Demenz werde „in seiner Krankheit nicht ernst genommen“. Steige der Pflegende darauf ein, verfestige er das Wahnerleben des Demenzkranken, verfehle dabei den Echtheits- und Wahrhaftigkeitsanspruch von Carl Rogers. Das Therapieziel „Ruhe“ entlaste nur die Pflegepersonen, verfehle aber einen positiven Effekt für den Betroffenen, für den Warten zum Zweck deklariert werde.

## Kulturelle Rezeption
In dem Kinderbuch Die wilden Zwerge 05: Das Weihnachtssingen, das im Herbst 2009 erschien, wird eine Scheinbushaltestelle beschrieben. Die demenzkranke Frau Weinmann begibt sich hier regelmäßig an die Haltestelle, weil sie sich auf dem Weg in die Schule wähnt.
Auch in einer Episode der Fernsehserie Danni Lowinski spielt eine solche Bushaltestelle eine entscheidende Rolle.
Im Animations-Kurzfilm Harvie Krumpet (2003) benutzt die Hauptfigur eine solche Haltestelle in einem australischen Pflegeheim.
In dem Kurzfilm Placebus – Waiting for Godot's Bus wird das Warten an einer Scheinbushaltestelle dokumentiert.
Im März 2010 berichtete die US-amerikanische Radiosendung Radiolab über die Scheinbushaltestelle in Düsseldorf-Benrath.